# Сава капија
Сава капија једна је од многобројних на Београдској тврђави, изграђена у целини са суседним фортификацијама на Савској падини. Оквирно се датује у време турских радова на реконструкцији Тврђаве, у раздобље између 1740. и 1760. године, и изведених радова на ефикаснијој одбрани у случају напада са река, у осмој или деветој деценији 18. века, свакако пре 1790. године.

## Положај
Сава капија се налази на главном прилазу који је са јужне стране Београдске тврђава, уз обалу реке Саве, води ка Западном подграђу и даље Доњем граду. На овом месту првобитно је, у време владе краља Стефана Душана, изграђен Јужни бедем подграђа са Јужном капијом. Тај бедем се низ Савску падину спуштао све до обале Саве.
Након обнове капије и уређења околног простора 2007. године капија, са обновљеним путем је постала најкраћа комуникација која из данашње Карађорђеве улице кроз ову капију води у Доњи град Баоградске тврђаве.

## Историја
До краја 17. века на месту Сава капије налазила се стара средњовековна капија, која је у оквиру радова, под руководством Андреа Корнара,  проширена, на око 4,20 м. Тада су на њој израђене вратнице, слично Сахат капији, а потом је дограђена фланка једног мањег полубастиона изграђеног од опеке, која је делом залази под Доњоградски булевар.
Након рушења аустријских фортификација почев од 1740. године, у току турске реконструкције Тврђаве, са друге стране, ближе Мрачној капији, изграђена је нова Сава капија.
Сава капија је била један од боље сачуваних објеката Тврђаве све до англо-америчког бомбардовања Београда 1944. године, када је са неколико директна поготка у целости разорена, капија. Следила је обнова воодоводне цеви која је пролазила кроз осу капије и тиме је порушена и последња преостала деоница бочног зида просторије у комплексу капије, а „...комуникација на том правцу остала је засута шутом и није обнављана, чиме је за више деценија била прекинута пешачка комуникација између Доњег града и савског дела вароши.”

## Архитектура
Сава капија је грађена у виду засведеног пролаза кроз бастиону трасу, и у конструктивном склопу
није се разликовала од осталих капија подигнутих током турске реконструкције Београдске тврђаве.

Капија која се једним делом наслањала на спољно лице Јужног бедема Подграђа, својом конструкцијом обухватила је старију Јужну капију. Грађена је истовремено с приобалним полубастионом али је, у каснијим епохама презиђивана и надзиђивана. У лицу фланке полубастиона која је откривена у комплексу порушене Сава капије уочавана су два низа мањих квадратних блокова камена у декоративној функцији.<!-  
Капија је сачувана у висини од око 4 m, док је њена првобитна висина досезала до скоро 8 m. На њеној горњој површини ширина зидне масе износи око 1,35 m.

## Обнова
Радови у комплексу Сава капије током 19. и у првим деценијама 20. века, били су минимални у виду мањих грађевинских интервенција (обнова или измена калдрмисаног пута).

У раздобљу после Првог светског рата, између 1925. и 1930. године, испод комуникације која је водила од Карађорђеве улице кроз Доњи град према Видин капији и даље улици Цара Душана, постављена је једна од главних водоводних линија, пречника цеви 300 mm која је укопан кроз осу Сава капије на дубини од 0,80 m до 1 m. 
Након археолошких истраживања спроведених 2007. године капија је делимично обновљена, а околни простор уређен.